# Shyorongi
Shyorongi (Kinyarwanda Umurenge wa Shyorongi) ist einer von 17 Sektoren im Distrikt Rulindo in der Nordprovinz von Ruanda.

## Geographie
Shyorongi hat eine Fläche von 46,7 km² und liegt auf einer Höhe von etwa 1570 m. Der Sektor unterteilt sich in die fünf Zellen Bugaragara, Kijabagwe, Muvumo, Rubona und Rutonde. Nachbarsektoren sind im Norden Rusiga, im Nordosten Ngoma, im Osten Jali, im Südosten Kanyinya, im Süden Runda, im Südwesten Ngamba und im Westen Muhondo. Die Südwestgrenze von Shyorongi bildet der Fluss Nyabarongo.

## Bevölkerung
Nach der Volkszählung von 2022 betrug die Einwohnerzahl 43.744 Einwohner. Zehn Jahre zuvor waren es 23.545, was einem jährlichen Bevölkerungszuwachs von 6,4 Prozent zwischen 2012 und 2022 entspricht.

## Verkehr
Durch den Nordosten des Sektors führt die asphaltierte Nationalstraße 2 und entlang des Südwestens eine District Road.